# Мананжарі
Мананжарі – місто на східному узбережжі Мадагаскару з населенням 25 222 жителі в 2018 році. Це головне місто району Мананжарі та регіону Ватоваві.
Місто розташоване в південній частині східного узбережжя, де річка Мананжарі впадає в Індійський океан. Є невеликий порт і аеропорт.
Мананджарі розташований за 130 км на південь від Носі-Варика на RN 11 і за 167 км на північ від Манакара біля національних доріг 12 і 25. Пангаланський канал ділить місто на дві частини.
У 2022 році циклон Батсірай обрушився на Мананжарі, в результаті чого місто було зруйноване на 90%.

## Економіка
Сільське господарство зосереджено на виробництві ванілі, кави, перцю.

## Релігія
Це резиденція римо-католицької єпархії Мананжарі.
Невелике плем'я Антамбахоака кожні сім років проводить у селі церемоніальний обряд масового обрізання, який називається "Самбатра".